# 星月梨杏
星月 梨杏（ほしづき りあん、2003年10月11日 - ）は日本のタレント、プラチナムプロダクション所属。

## 人物
趣味はメイク、ファッション。特技はお菓子・ケーキ作り、日本化粧品検定3級。

## 出演
- 今日、好きになりました。第28弾（2020年7月27日 - 8月31日、AbemaTV）[1]
- 青春しか勝たん!（2020年12月4日、BSテレ東）[2]